# Air Education and Training Command

Wappen des Air Education and Training Command

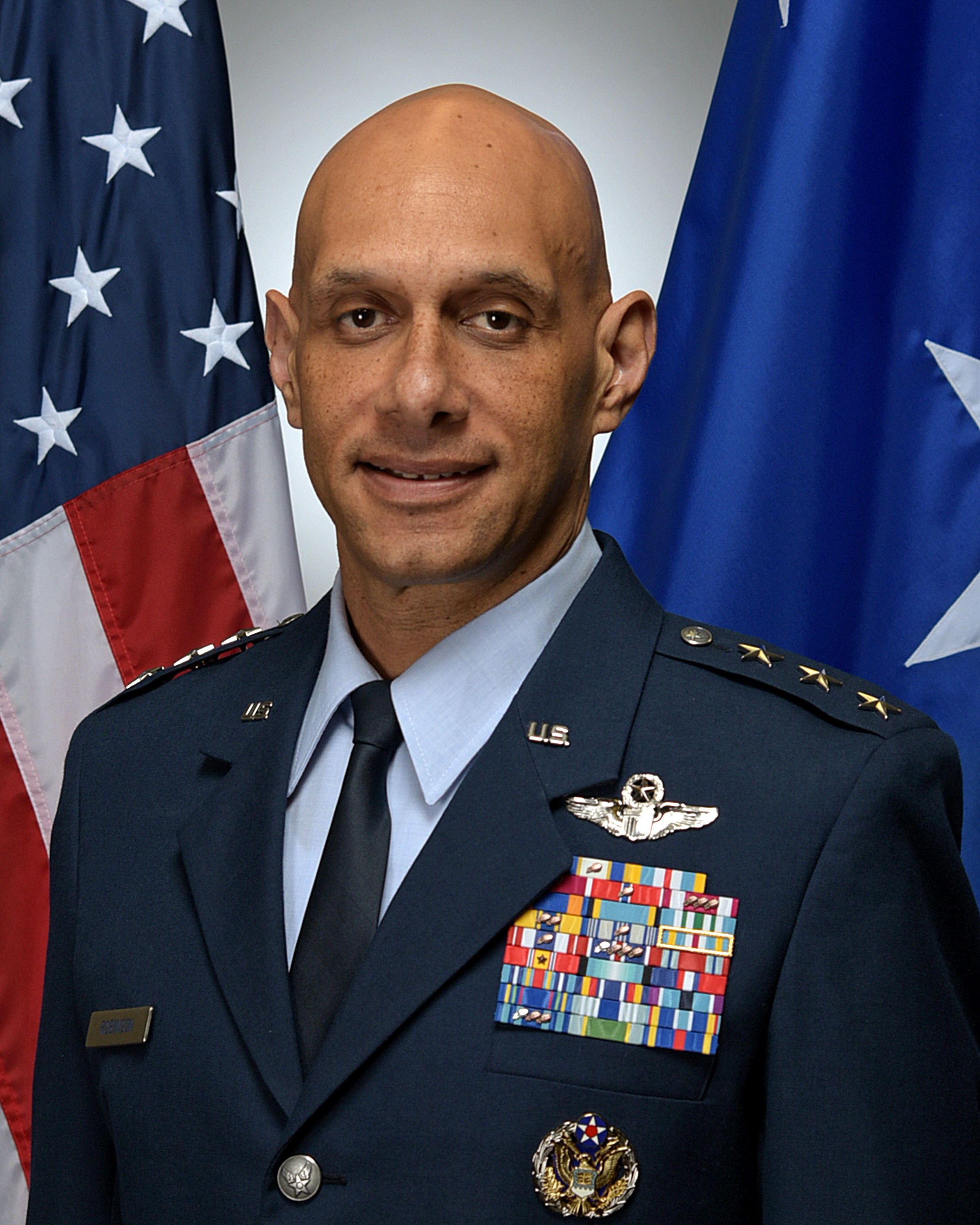
Befehlshaber Lt. Gen. Brian S. Robinson

Das Air Education and Training Command (AETC) ist als eines von zehn Hauptkommandos der United States Air Force zuständig für Ausbildung und Training der Luftwaffensoldaten. Das Hauptquartier liegt auf der Randolph Air Force Base in Texas; Befehlshaber ist  LTG  Brian S. Robinson.
Alle neuen USAF-Angehörigen beginnen ihre Karriere beim AETC: Eine sechswöchige Grundausbildung findet auf der Lackland AFB in Texas statt. Danach folgen technische und/oder fliegerische Ausbildung mit Trainingsflugzeugen. Auch für die medizinische und sicherheitstechnische Schulung der USAF-Mitglieder ist das AETC verantwortlich.
Wenn die Air Force ein neues Flugzeugmuster in Dienst stellt (wie es Anfang 2005 mit der F-22 geschah), werden die künftigen Piloten und Techniker zunächst beim AETC daran geschult, bis die verschiedenen Einheiten mit dem neuen Modell einsatzbereit sind. Die 19th Air Force ist für die gesamte Pilotenausbildung der United States Air Force zuständig.
Zum AETC gehören die
- Second Air Force mit Sitz auf der Keesler AFB, Mississippi
- 19th Air Force, Randolph AFB, Texas
- der Air Force Recruiting Service mit Büros in vielen US-Bundesstaaten zur Rekrutierung neuer Mitglieder
- und die Air University, Maxwell AFB (jetzt: Maxwell-Gunter Air Force Base), Alabama für die weiterführende Ausbildung von Soldaten und Offizieren.

Das Personal des AETC bestand Ende September 2005 aus rund 62.600 Soldaten, dazu kommen 14.800 Zivilbeschäftigte und 8000 Reservisten.
Zur Ausrüstung zählen rund 1250 Luftfahrzeuge unterschiedlicher Typen, die meisten davon (ca. 900) sind Trainingsflugzeuge. Dazu kommen rund 230 Kampfflugzeuge (F-15, F-16, F-22), 60 Transportflugzeuge (C-21, C-5, C-17, C-130), sowie einige Tankflugzeuge (KC-135), Maschinen für Spezialeinsätze (C-130-Varianten) und Hubschrauber (UH-1, MH-53, HH-60).

## Geschichte
Mitte 1922 konzentrierte der United States Army Air Service sein zuvor verstreut stattfindendes Flugtraining auf zwei Flugplätze bei San Antonio in Texas. Dort entstand am 16. August 1926 das Air Corps Training Center, am 23. Januar 1942 wurde das Air Corps Flying Training Command gegründet und im März 1942 in Army Air Forces Flying Training Command umbenannt, das wiederum ab 31. Juli 1943 Army Air Forces Training Command hieß. Seit dem 1. Juli 1946 existierte als Nachfolger das Air Training Command (ATC), das schließlich am 1. Juli 1993 zum heutigen Air Education and Training Command (AETC) wurde.

## Liste der Kommandierenden Generale
| Name                               | Beginn der Berufung | Ende der Berufung |
| ---------------------------------- | ------------------- | ----------------- |
| Brian S. Robinson                  | 20. Mai 2022        | amtierend         |
| Marshall B. Webb                   | 26. Juli 2019       | 20. Mai 2022      |
| Steven L. Kwast                    | 16. November 2017   | 26. Juli 2019     |
| Darryl Roberson                    | 21. Juli 2015       | 16. November 2017 |
| Robin Rand                         | 10. Oktober 2013    | 21. Juli 2015     |
| Edward A. Rice Jr.                 | 17. November 2010   | 10. Oktober 2013  |
| Stephen R. Lorenz                  | 2. Juli 2008        | 17. November 2010 |
| William R. Looney III              | 17. Juni 2005       | 2. Juli 2008      |
| Donald G. Cook                     | 15. Dezember 2001   | 17. Juni 2005     |
| John D. Hopper Jr. (kommissarisch) | 10. November 2001   | 15. Dezember 2001 |
| Hal M. Hornburg                    | 22. Juni 2000       | 10. November 2001 |
| Lloyd W. Newton                    | 17. März 1997       | 22. Juni 2000     |
| Billy J. Boles                     | 20. Juni 1995       | 17. März 1997     |
| Henry Viccellio Jr.                | 11. Dezember 1992   | 20. Juni 1995     |